# Cratere Heyrovsky
Heyrovsky è un cratere lunare di 16,66 km situato nella parte sud-orientale della faccia nascosta della Luna.